# Woodbury (Vermont)
Woodbury es un pueblo ubicado en el condado de Washington en el estado estadounidense de Vermont. En el año 2010 tenía una población de 906 habitantes y una densidad poblacional de 3.5 personas por km².

## Geografía
Waterbury se encuentra ubicado en las coordenadas 44°26′3″N 72°24′45″O / 44.43417, -72.41250.

## Demografía
Según la Oficina del Censo en 2000 los ingresos medios por hogar en la localidad eran de $35,357 y los ingresos medios por familia eran $42,727. Los hombres tenían unos ingresos medios de $27,434 frente a los $25,417 para las mujeres. La renta per cápita para la localidad era de $19,772. Alrededor del 8.3% de la población estaban por debajo del umbral de pobreza.